# Jahrmarkt

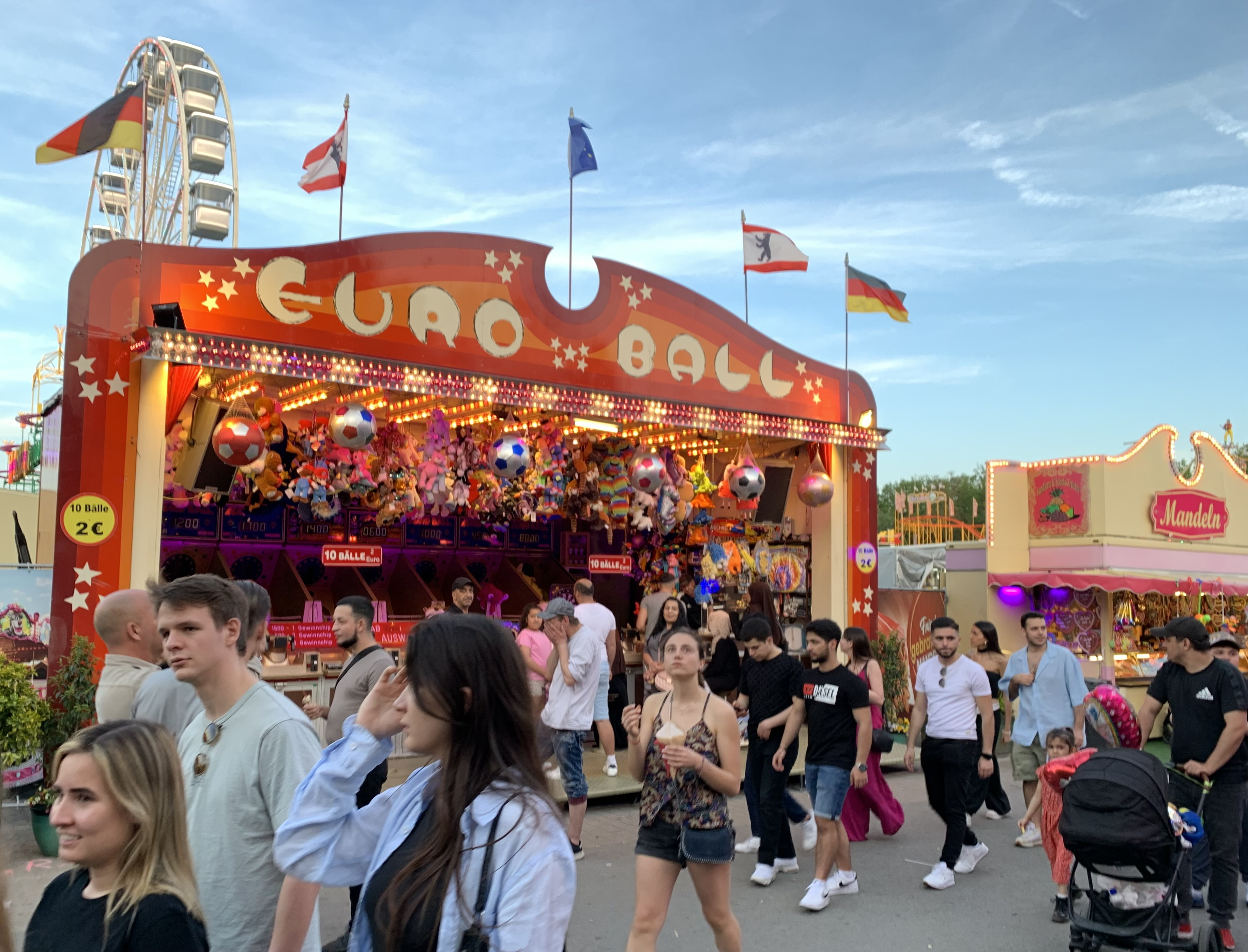
Jahrmarkt mit Spielbude in Berlin

Ein Jahrmarkt  (auch Kirmes oder Rummel, in der Schweiz oft Chilbi) ist seit dem Mittelalter ein mehrtägiger Markt, der in einer Stadt einmal jährlich stattfindet. Heute wird die Bezeichnung auch für andere unständige Märkte gebraucht, wobei die Verwendung für die Begriffe Vergnügungspark und Volksfest geläufig ist. Dies ist meist dadurch begründet, dass sich über die Zeit ein Jahrmarkt in ein Volksfest gewandelt hat.

## Allgemeines
Das Wort „Jahrmarkt“ drückt aus, dass sie meist lediglich einmal im Jahr stattfinden. Jahrmärkte werden deshalb oft an einem kirchlichen Feiertag oder dem Festtag eines im Ort stark verehrten Heiligen gehalten, so wie beispielsweise Oster-, Pfingst- oder Weihnachtsmärkte bzw. das Annafest. Vereinzelt gibt es auch heute noch saison- oder produktbedingte Jahrmärkte, so wie beispielsweise Holz-, Pferde- oder Weinmärkte.
In Deutschland unterliegt der Jahrmarkt seit 1869 der Gewerbeordnung (GewO) und gilt gemäß § 68 Abs. 2 GewO als Unterart des Marktgewerbes als „eine im allgemeinen regelmäßig in größeren Zeitabständen wiederkehrende, zeitlich begrenzte Veranstaltung, auf der eine Vielzahl von Anbietern Waren aller Art feilbietet.“ Ebenso können gemäß § 68 Abs. 3 GewO auf einem Jahrmarkt „auch Tätigkeiten im Sinne des § 60b Abs. 1 GewO ausgeübt werden“, also unterhaltende Aktionen entsprechend einem Volksfest.

## Geschichte

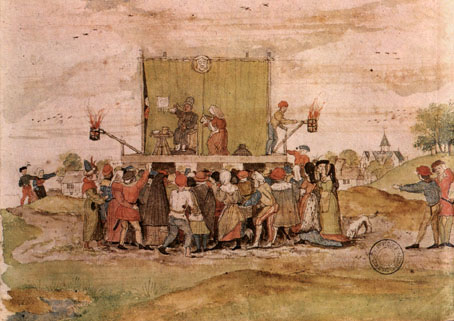
Ein Bader auf einem französischen Jahrmarkt (17. Jahrhundert)

Im Mittelalter gehörten Jahrmärkte zu den wichtigsten Ereignissen in den sich politisch verselbständigenden Städten. Das dazu notwendige Recht einen Jahrmarkt zu halten, wurde meistens vom Kaiser, König, Grafen oder sonstigen Landesherrn an einen Ort – oft im Rahmen des Stadtrechts (siehe auch Marktrecht) – verliehen. Als eines der ältesten, derartigen Volksfeste in Deutschland gilt die Magdeburger Herbstmesse (früher Herrenmesse), die seit dem Jahr 1010 belegt ist. Der Erzbischof von Magdeburg Tagino führte diesen Jahrmarkt zur Erinnerung an den angeblichen Märtyrertod einer römischen Legionärstruppe ein.
Wirtschaftlich war der Jahrmarkt bedeutsam, weil er nicht nur von den umliegenden Bauerschaften mit Vieh und Agrarerzeugnissen und den örtlichen Händlern beschickt, sondern auch von Fernkaufleuten besucht wurde und dadurch dem örtlichen (städtischen) Handwerk eine Absatzchance eröffnete, so dass dieses vom Lohnwerk zum Preiswerk übergehen konnte und örtliche Spezialisierungen erlaubte (Tuche, Töpfer- und Schmiedeware u. a.). Er erhöhte auch den Geldumlauf und die Verbreitung der örtlich gültigen Währung. Er setzte – zumal seine Besucher längere Zeit am Marktort verbrachten und dort Teile ihres Gewinnes in Herbergen, Läden usw. ließen – somit den volkswirtschaftlichen Multiplikator regional in Gang.
Der Jahrmarkt erfüllte auch soziale Funktionen: Auf ihm wurden Nachrichten und Gerüchte aus entfernten Gebieten ausgetauscht, wodurch die Weltkenntnis seiner Besucher erweitert wurde. Es wurden Gerichtstermine und Hinrichtungen auf ihn gelegt und oft religiöse Sonderveranstaltungen abgehalten.
Zu den Jahrmärkten reisten häufig auch Schausteller des Fahrenden Volkes an: Bärenführer, Gaukler, Wahrsager, Quacksalber, Musikanten, übrigens auch Beutelschneider. Ein Jahrmarkt war somit auch eine Gelegenheit zu Vergnügungen, wie zum Beispiel den Vorstellungen von Wandermenagerien, und Tingeltangel, wobei dieser Aspekt bei den heute noch bestehenden Jahrmärkten vorherrscht, der Warenhandel demgegenüber zurückgetreten ist. Manche Jahrmärkte entwickelten sich zum Flohmarkt oder Trödelmarkt bzw. „Freilichtkaufhaus“, auf dem neben Neuwaren auch Waren aus zweiter und dritter Hand angeboten werden.

## Gewerbeordnung
Auf Antrag des Veranstalters kann ein Jahrmarkt nach § 68 Abs. 2 GewO in Verbindung mit § 69 GewO festgesetzt werden. Dies muss beim örtlichen Ordnungs- oder Gewerbeamt beantragt werden. Als Unterlagen sind ein Antrag, Informationen zur Ausstellung, ein Lageplan, ein vorläufiges Ausstellerverzeichnis sowie ein Auszug aus dem Gewerbezentralregister und ein Führungszeugnis zur Vorlage bei einer Behörde einzureichen. Die Festsetzung ist gebührenpflichtig und kann mit einer Sondernutzungsgebühr, die sich nach der Quadratmeterfläche der Stände richtet, verbunden werden. Auf der Grundlage eines Bescheids genießt der Anbieter Marktfreiheiten.